# Griveta encaputxada
La griveta encaputxada (Catharus dryas) és un ocell de la família dels túrdids (Turdidae).

## Hàbitat i distribució
Habita el sotabosc de la selva pluvial i matolls de les muntanyes del sud de Mèxic, Guatemala, El Salvador, i Hondures.